# José Torres (futebolista)
José Augusto da Costa Sénica Torres MPIH • OM (Torres Novas, 8 de setembro de 1938 – Amadora, 3 de setembro de 2010) foi um treinador e futebolista português que atuou como ponta de lança. Apelidado de O Bom Gigante, jogou grande parte da sua carreira no Benfica, sendo considerado um dos melhores jogadores da história do clube. Representou também a Selecção Portuguesa.

## Carreira
Representou o Benfica entre 1959 e 1971. Desde cedo deu nas vistas, devido ao seu imponente jogo aéreo. Servindo-se da elevada estatura, o ponta-de-lança ganhou estatuto dentro do Clube e foi, durante a década de 60, titular, actuando ao lado de Eusébio na frente de ataque e sendo apoiado por figuras como Mário Coluna, António Simões e José Augusto. Teve papel activo na presença do Benfica nas finais europeias de 1963, 1965 e 1968, mas não pôde fazer a festa, como tanto desejava.
Foi mais feliz no Nacional da I Divisão, cujo título saboreou por nove vezes. Individualmente teve a sua coroa de glória na temporada de 1962–63, quando se sagrou (com 26 golos) o melhor marcador do Campeonato Nacional. Torres iniciou-se no clube da sua terra natal (o Torres Novas) e terminou a actividade no Estoril Praia, em 1980, com 42 anos.

## Selecção Nacional
Ao serviço da Selecção Portuguesa, Torres marcou 14 golos, média significativa para o panorama nacional. Estreou-se com a camisola das quinas a 2 de janeiro de 1963, numa partida contra a Bulgária em que os portugueses perderam por 1–0. Torres apenas teve de esperar pelo encontro seguinte para dar o seu primeiro tento a Portugal.
Tal como Eusébio, Coluna e Simões, Torres foi um dos poucos atletas que fizeram os seis encontros da qualificação, assim como efectuaria, já na Inglaterra, todos os desafios da fase
final (marcando três golos em Inglaterra) do Campeonato do Mundo de 1966.
A carreira do futebolista de Torres com a camisola das quinas terminou a 13 de Outubro de 1973 curiosamente, de novo num Portugal-Bulgária (2–2) para o Campeonato da Europa precisamente, também, o jogo de despedida de Eusébio e Simões.
Torres já não se encontrava nessa altura no Benfica, mas sim no Vitória de Setúbal, clube pelo qual registou as suas duas últimas internacionalizações.
Chegava ao fim o percurso do jogador Torres, mas não o de José Torres na selecção nacional. De facto, haveria de ser ele a comandar os destinos da equipa técnica que conseguiu, o apuramento para o Mundial do México, de 1986. Na época ficou célebre a sua frase "deixem-me sonhar" quando, ao contrário de quase todo o país, continuava a acreditar no apuramento.
O seu sonho realizou-se com o triunfo em Estugarda (a vitória frente à Alemanha), mas, depois, os problemas que surgiram em Saltillo foram um autêntico pesadelo.
Após o final da carreira, este apaixonado pela columbofilia ainda treinou clubes como o Estrela da Amadora, o Varzim ou o Boavista, mas foi na Selecção Nacional que voltou a estar em destaque. De facto, conseguiu levar Portugal à presença num Mundial, o de 1986, precisamente 20 anos depois de ter ele mesmo estado em campo, em representação da equipa lusa, mas enquanto jogador.

## Morte
José Torres sofria de doença de Alzheimer há vários anos, acabando por morrer a 3 de setembro de 2010, cinco dias antes completar 72 anos. O funeral realizou-se no cemitério da Amadora. O Benfica, através do site oficial, lamentou a morte do antigo jogador e enviou condolências à família e amigos. 'Neste momento de profunda tristeza para os adeptos de futebol, em particular para os benfiquistas, o Sport Lisboa e Benfica endereça as mais sentidas condolências à família e amigos de José Torres'.

## Legado
A 19 de dezembro de 1967, recebeu a Medalha de Prata da Ordem do Infante D. Henrique. Anos depois, a 7 de novembro de 1991, foi feito Oficial da Ordem do Mérito.
Todos os anos realiza-se o torneio de futebol de 7 no escalão de Infantis que visa honrar a memória do antigo futebolista internacional e selecionador nacional de Portugal, José Augusto da Costa Sénica Torres, o qual viveu durante várias décadas no Concelho da Amadora.

## Títulos
- 9 Campeonatos de Portugal
- 6 Taças de Portugal